# 森月音葉
森月　音葉（もりづき　おとは 、2003年〈平成15年〉5月1日 - ）は、日本の歌手。福島県出身。2020年7月1日から2021年6月10日まで「ルピナス・エンタープライズ」に所属していた。

## 来歴
2015年3月11日、11歳の時、福島の大型イベント「福魂祭」に出演し、4,000人の観客の前でパフォーマンスし、注目を集めた。その後、プロバスケットリーグの開幕戦、野球の国歌斉唱、イベントなどで、経験を積み、2016年には福島県で開催されたボーカルオーディション「Is STARS AUDITION 2016」で、グランプリ受賞。泉佳伸プロデュースで、2018年にデビューした。（３曲入りCD・楽曲配信サイト）。 デビュー曲は、音楽番組「福歌丸」のエンディング、「KFB天気予報」のBGMに起用された。「ルピナス・エンタープライズ」所属中は「中森羽音」名で、ミュージカル「ニューヨークの魔女」に出演し、主演を務めた。

## 出演

### シンポジウム
- 2018年3月18日　「ふくしま復興を考える　県民シンポジウム2018」

### ラジオ
- 2018年3月16日　エフエム福島　「川奈亮司のAcousticRadio」
- 2018年3月27日　エフエム高知　「ウキウキ！ワクワク！パピラキTuesday♪」
- 2023年4月14日　渋谷クロスFM　「よきラジ」
- 2023年4月17日　調布エフエム放送　「サカガミと魔法のラジオ」
- 2023年5月12日　渋谷クロスFM　「よきラジ」

### 情報誌
- 2018年4月　「週刊クイック」

### YouTube
- 2018年4月　KFBウエザー情報BGM

### 野球
- 2018年4月15日　「福島ホープス（現福島レッドホープス）」対「栃木ゴールデンブレーブス」戦で国歌斉唱
- 2018年6月17日　「福島ホープス（現福島レッドホープス）」対武蔵ヒートベアーズ戦で国歌斉唱

### ミュージカル
- ガールズハイパーミュージカル「ニューヨークの魔女」（2020年9月22日 - 27日 / 演出：朝倉薫 / シアターブラッツ） - アンナ 役 主演[6][7]

### ライブ
- 2023年4月30日　＠池袋Hoteyes（BirthdayLive)
- 2023年5月13日　＠品川J-SQUARE
- 2023年5月30日　＠なかのZERO